# Bernard Simondi
Bernard Simondi (né le 28 juillet 1953 à Toulon) est un footballeur français devenu entraîneur. Après une carrière de joueur au poste de latéral droit, il entraîne de nombreuses équipes, d'abord en France, puis en Afrique et au Qatar.

## Biographie

### Carrière de joueur
Né et formé à Toulon, Bernard Simondi est sélectionné en équipe de France juniors en octobre 1970, aux côtés de Rolland Courbis et Christian Lopez. Il fait ses débuts en deuxième division à 17 ans avec son club formateur. Défenseur latéral droit, il poursuit sa carrière en Division 1 au Stade lavallois, au FC Tours et à l'AS Saint-Étienne. En 1983 il est demi-finaliste de la Coupe de France avec Tours.

### Formation et débuts d'entraîneur en France
Après l'arrêt de sa carrière de joueur, il obtient en 1983-1984 le Certificat Professional d'Entraîneur, spécialisé dans le football 2e degré. En 1991, il obtient le BEES 3e degré avec un stage à la Juventus (équivalent d'un Master). En 2015, il se voit décerner le diplôme d'entraîneur professionnel de football (DEPF), par équivalence.
En 1986, il est coentraîneur du club saoudien d'Al Nasr avec Robert Herbin.
Il entraîne ensuite de 1987 à 1989 le club de Puget-sur-Argens en Division 4. En 1989-1990, il est Directeur technique et entraîneur à Aubagne. La saison suivante, il devient entraîneur adjoint d'Delio Onnis à Toulon en Division 1.
En 1991, il entraîne le FC Grenoble, en remplacement de Noël Tosi. En fin de saison 1990-1991, le club est vice-champion de D3 et monte en Division 2. La saison suivante est délicate, le club souffre du manque de moyens financiers, le club termine 17e de D2 et est relégué. Pour la saison 1992-1993, il reste entraîneur du FC Grenoble, la saison est plutôt bonne mais il rate la montée en finissant 4e de D3.
En 2000, après son départ de Créteil, il s'investit dans le club de Division d'Honneur de Perreux; il y reste quelques mois en attendant un retour dans le monde du football professionnel. Il déclare « Le fait de réintégrer le football amateur après avoir exercé dans le milieu professionnel est une expérience plutôt enrichissante. Au Perreux, je reviens aux bases fondamentales du football. Plus qu'un entraîneur, je suis redevenu un éducateur. C'est un plaisir d'apporter mon savoir à des joueurs qui n'ont certes pas la culture des pros, mais qui ont envie d'apprendre et de progresser. ».

### Premiers succès en Afrique
La même année, au mois de juillet, il prend les commandes de la sélection nationale de Guinée avec comme objectif la qualification pour la Coupe du monde et de la CAN 2002. Lors des éliminatoires du mondial, le Syli national figurait bien dans le groupe E, la sélection est deuxième du groupe grâce à des victoires contre le Burkina Faso (3-2) et le Zimbabwe (3-0). Cependant, la FIFA décide d'exclure l'équipe Guinéenne pour cause d’ingérence politique et Bernard Simondi dirige son dernier match le 28 janvier 2001 contre le Malawi (1-1).
En mars 2001 il est élu membre du comité directeur de l'UNECATEF.
De 2001 à 2004, il devient Directeur technique national (DTN) du Bénin puis entraîneur de l’équipe nationale Juniors.
En janvier 2004, il s'engage jusqu'à la fin de la saison pour l'Étoile sportive du Sahel, en remplacement de Ammar Souayah. Avec des joueurs connus du Championnat de France comme Oumar Kalabane, Austin Ejide ou l'ancien Nantais Imed Mhadhbi, il va passer près d'une saison parfaite. En effet, l'équipe échoue en finale de la Ligue des champions de la CAF face au Enyimba FC (1-2 / 2-1 puis 5-3 aux tab), elle termine aussi 2e du championnat et est finaliste de la Coupe de Tunisie. En février 2004, elle perd aussi la Supercoupe de la CAF, là aussi face à Enyimba FC (0-1).
En 2005, il s'engage pour devenir sélectionneur du Burkina Faso, en remplacement d'Ivica Todorov. Il dirige son premier match le 9 février 2005, match amical contre l'Algérie (défaite 0-3). Il commence les éliminatoires à la Coupe du monde 2006 par deux défaites contre le Cap Vert (1-2) et le Ghana (1-2) avant de terminer l'année 2005 par deux belles performances (victoire 2-0 contre la RD Congo et 3-1 contre l'Afrique du Sud).

### Bref retour en France
En juillet 2006, alors que son contrat courait jusqu’en octobre 2007, il rentre en France précipitamment pour signer un contrat d'entraîneur adjoint du Néerlandais Ruud Krol à l'AC Ajaccio. Des raisons d'origines judiciaires sont aussi invoquées au Burkina Faso (non-paiement de ses employés de maison). Il est officiellement limogé pour "abandon de poste" par la Fédération. L'équipe corse a pour objectif un retour en Ligue 1, qu'elle vient de quitter. Malgré les performances de Jean-Jacques Mandrichi (quatorze buts), Ajaccio ne peut faire mieux qu'une 12e place de L2. Le staff n'est pas reconduit et Simondi s'engage pour l'ES Sétif.

### Des hauts et des bas à l'ES Sétif
En 2007, il s'engage en Algérie pour le ES Sétif après le limogeage de Noureddine Saâdi. Il y remporte la Ligue des champions arabes 2008 avec des joueurs comme Slimane Raho ou Abdelmalek Ziaya qui a inscrit l'un des buts victorieux en finale face au Wydad de Casablanca (1-0 puis 1-0). En Ligue des champions de la CAF, le club ne peut faire mieux qu'une élimination au deuxième tour face à l'Olympique de Khouribga (2-0 puis 0-2 0-3 aux TAB).
En septembre 2008, il déclare, à la suite de son limogeage : « Il est clair que j’ai été victime d’une machination bien orchestrée par M. Walid Saâdi qui est derrière tous mes soucis. Je peux vous annoncer que ce monsieur m’a même insulté juste après la fin de la rencontre ESS-USMA qui s’est soldée par un score de parité (1-1). Les raisons étaient toutes simples, M.Saâdi préparait soigneusement le terrain à M.Rabah Saâdane pour prendre ma place ».

### Expérience qatarie

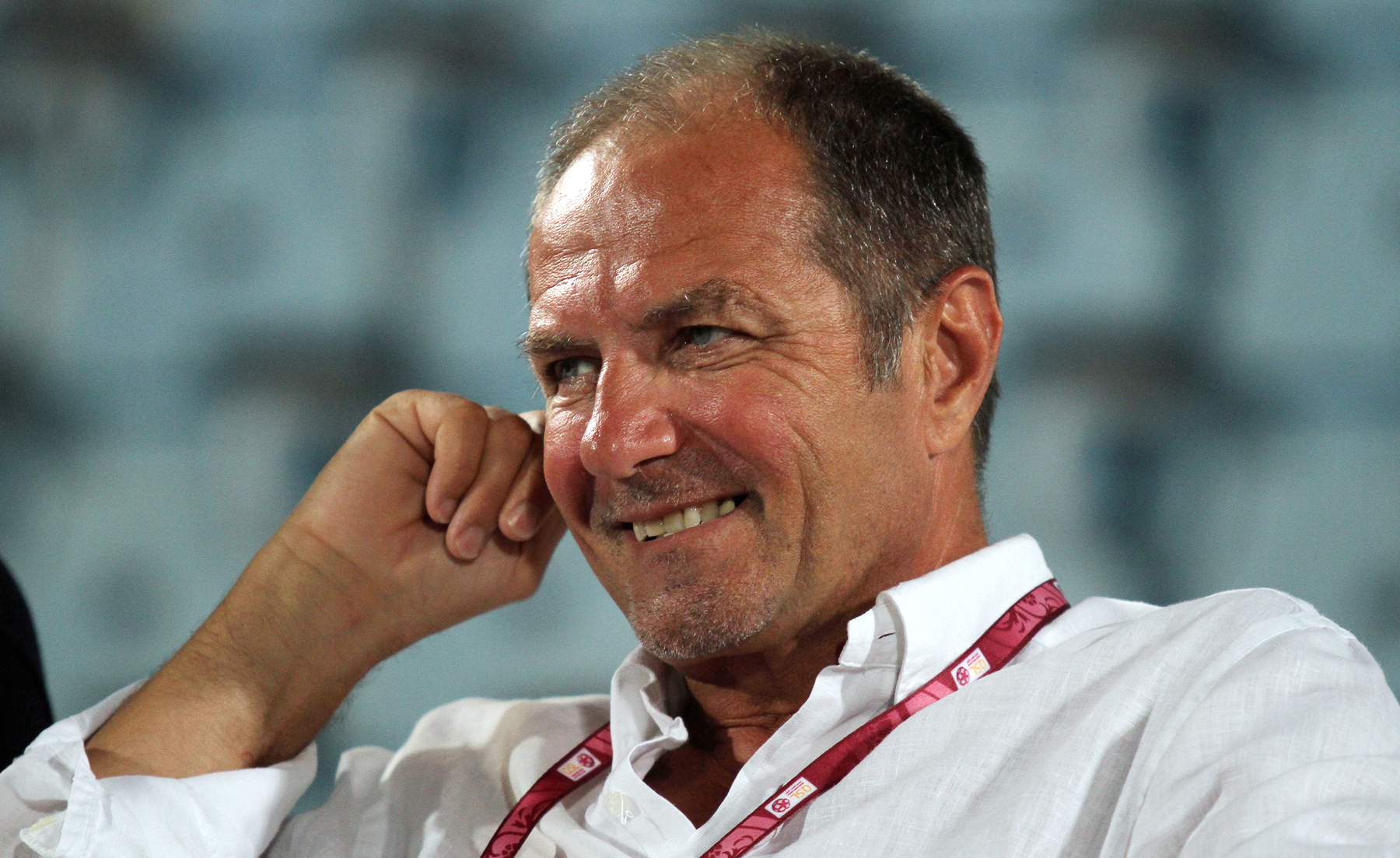
Bernard Simondi en 2012 à Al Kharitiyath.

Il signe ensuite, en novembre 2008, pour le club qatari d'Al Kharitiyath en remplacement de Nebojsa Vučković, licencié après huit matchs. Il termine dernier de Q-League avec son club mais l'augmentation du nombre de clubs permet au club d'Al Kharitiyath de rester en Q-League. Les arrivées au mercato 2009 de joueurs comme Alaa Abdul-Zahra, Yahia Kébé et Dario Khan stabilisent l'équipe. Le club termine la saison à la 6e place.
En février 2010, après avoir refusé le poste de sélectionneur du Maroc, il se déclare candidat au poste de sélectionneur de l'équipe de France après la Coupe du monde 2010. Il se dit également intéressé pour coacher l’équipe de Côte d’Ivoire.

### Installation en Algérie
Au début de l'année 2014, il revient en Algérie pour entraîner le CS Constantine en signant un contrat pour une durée de six mois. Il quitte le club à l'issue de celui-ci. Pour la saison suivante, il prend les rênes de l'équipe du JS Saoura, mais l'expérience est de courte durée puisqu'il est limogé en octobre. Peu de temps après, il est recruté par le club de la capitale algérienne l'USM Alger pour occuper la fonction de directeur technique sportif.

### Retour en France
En mars 2023 il est nommé manager général du Chamois niortais FC, dernier de Ligue 2.

## Palmarès
- Ligue des Champions arabes :
  - Vainqueur en 2008 (ES Sétif).
- Championnat de Tunisie :
  - Vice-champion en 2004 (Étoile du Sahel).
- Coupe de Tunisie :
  - Finaliste en 2004 (Étoile du Sahel).
- Ligue des champions de la CAF :
  - Finaliste en 2004 (Étoile du Sahel).
- Division 3 :
  - Vice-champion en 1991 (FC Grenoble).